# Acacia kempeana
Acacia kempeana é uma espécie de leguminosa do gênero Acacia, pertencente à família Fabaceae.